# CZ 52手槍
CZ 52（又名CZ 482、vz. 52）手枪是由賈恩·克拉托赫維爾與雅羅斯拉夫·克拉托奇維爾兩兄弟于上世纪50年代为捷克斯洛伐克人民军設計的一款半自动手枪。该枪在1952至1954年间由位於斯特拉科尼采的捷克兵工廠製造，其产量超過20万把。

## 設計歷史
CZ 52採用枪管短行程后座原理，以8發單排可拆卸彈匣供彈，纯單動射击模式操作，其握把上的黑色握片輪廓及其表面刻有的防滑紋外形很容易讓人聯想到二戰期間德國裝備的瓦爾特P38手槍。
該槍在設計時受到了德國MG42通用機槍的影響，採用了與其相似的滾軸閉鎖原理，是世界上第一款採用滾軸閉鎖的手槍。該枪原本采用的是9×19毫米帕拉貝魯姆手槍彈，但迫於來自蘇聯的政治壓力該槍不得不改用蘇聯7.62×25mm托卡列夫手槍彈。
空槍重约两磅，其军用型号的特点是采用了表面磷酸鹽或灰色氧化物烤藍處理，而一些CZ 52則在20世纪70年代被返廠再次烤藍。進行過二次烤藍處理的CZ 52手槍在其槍身表面有額外的標記。

## 採用
CZ 52自1952年起成為捷克斯洛伐克人民軍的制式手槍，直到在1982年被CZ 82手槍取代。在1987年後，大部份已退役的CZ 52被作為盈餘物資售出，自1990年代起該槍在海外武器市場上的熱度開始上升——其中一大主要原因便是該槍可以發射由諸多原華沙條約組織成員國在冷戰時期製造的7.62×25毫米高膛壓子彈。
由於CZ 52採用的捷克斯洛伐克自產7.62×25毫米M48槍彈較蘇聯原廠生產的同類彈藥裝藥量更勝一籌，故有著較大的後座力。再加上M48彈原本是提供給人民軍作爲衝鋒槍彈使用，所以不論在精度、後座力控制和壽命等各方面，使用強裝藥的CZ 52均比不上發射同口徑手槍級彈藥及9×19毫米魯格彈的手槍，間接導致該槍沒有獲得更多國家的採用。
在冷戰結束後，有部分廠家為CZ 52手槍設計生產了能夠將口徑轉換爲9×19毫米的部件，以便槍械愛好者能夠使用市面上更爲常見的手槍彈藥進行射擊活動。

## 使用國
- 柬埔寨
- 捷克斯洛伐克
- 塞爾維亞
- 越南
- 尚比亞

## 外部參考
- Vz 52 manual
- Disassembly Instructions（页面存档备份，存于）
- CZ-52 Exploded View（页面存档备份，存于）
- The CZ-52 Pistol（页面存档备份，存于）
- Modern Firearms
- The Czech roller-locking hot shot（页面存档备份，存于）
- A customized CZ52 to Czech out（页面存档备份，存于）
- The "CZ52 is stronger than the Tokarev" myth（页面存档备份，存于）
- Pistole vz. 52 (in Czech)

1. ↑  包括標準型槍彈及捷克斯洛伐克自產M48型高壓彈
2. ↑  Campbell, Robert. . Minneapolis: Zenith Press. 2011: 60. ISBN 978-1-61059-745-6.